# Cap Corbeau
Ne doit pas être confondu avec Cap-aux-Corbeaux.
Le cap Corbeau est un cap de France situé à Saint-Pierre-et-Miquelon.

## Géographie
Le cap Corbeau se situe dans le sud-ouest de Langlade, juste au nord de la pointe Plate. Il forme l'extrémité occidentale de Langlade et de Miquelon, juste quelques mètres à l'ouest du cap Blanc situé à l'autre bout de l'île, sur le Cap ; le point le plus occidental de Saint-Pierre-et-Miquelon est toutefois représenté par les Veaux Marins, un ensemble d'îlots et de rochers situés à l'ouest de Grande Miquelon. Ses côtes rocheuses se trouvent en contrebas du plateau de la plaine des Gaules situé à l'est et s'élevant au-dessus de 100 mètres d'altitude.

Vue aérienne de Langlade depuis le sud-ouest avec le cap Corbeau en bas à gauche.